# Mike Budenholzer
Michael Vincent Budenholzer, detto Mike (Holbrook, 6 agosto 1969), è un allenatore di pallacanestro, dirigente sportivo ed ex cestista statunitense, di ruolo guardia.

## Carriera
Nato a Holbrook, in Arizona, ha frequentato il Pomona College, dove è stato letterman per quattro anni in basket e golf ed è stato nominato Outstanding Senior Athlete nel 1993. Si è laureato in filosofia, politica ed economia. Dopo il college, ha trascorso la stagione 1993-1994 in Danimarca, giocando professionalmente per il Vejle Basketball Klub, dove ha segnato una media di 27,5 punti a partita, servendo anche come capo allenatore per due squadre del sistema giovanile del club.
All'inizio della stagione 1994-1995, Budenholzer è stato assunto dai San Antonio Spurs della National Basketball Association (NBA) come coordinatore video. Ha ricoperto quella posizione per due anni prima di essere nominato assistente allenatore sotto l'allenatore Gregg Popovich all'inizio della stagione 1996-97. Budenholzer faceva parte di uno staff che ha vinto quattro campionati NBA mentre era con gli Spurs.
Ha lasciato San Antonio alla fine dei Playoff NBA 2013 per iniziare la sua nuova carriera come capo allenatore degli Atlanta Hawks. Nella sua prima stagione come capo allenatore, gli Hawks si sarebbero qualificati per i playoff della Eastern Conference come ottava testa di serie nei Playoff NBA 2014, ma avrebbero perso contro la testa di serie Indiana Pacers al primo turno.
È stato nominato allenatore del mese della Eastern Conference di dicembre 2014 dopo aver portato gli Hawks a un record di 14-2 nel mese. È stato nominato capo allenatore della squadra della Eastern Conference all'NBA All-Star Game 2015 in virtù del fatto che Atlanta era al primo posto nella conferenza durante la pausa. Budenholzer ha vinto il premio Allenatore del mese della Eastern Conference di gennaio 2015 dopo aver portato gli Hawks al primo record di 17-0 in un mese nella storia della NBA. Ha continuato a guidare gli Hawks a un record di franchigia di 60 vittorie, così come la loro corsa ai playoff più profonda in 48 anni. Il 21 aprile è stato nominato il vincitore del Red Auerbach Trophy come allenatore dell'anno 2014-15 NBA.
Il 30 giugno 2015 è stato promosso President of Basketball Operations in aggiunta ai suoi compiti di allenatore capo. Mentre Wes Wilcox è stato promosso a direttore generale, Budenholzer ha avuto l'ultima parola in tutte le questioni di basket.
Il 1º agosto 2015 è stato assistente allenatore del Team Africa alla partita di esibizione NBA Africa 2015.
Il 19 settembre 2015 è stato inserito nella Pomona-Pitzer Hall of Fame.
Il 25 aprile 2018 Budenholzer e gli Hawks hanno deciso di separarsi: il coach viene rimosso dalla carica di presidente delle operazioni di basket per gli Hawks il 5 maggio 2017.
Il 17 maggio 2018 i Milwaukee Bucks hanno annunciato Budenholzer come loro allenatore.
Il 31 gennaio 2019 l'NBA ha annunciato Budenholzer come capo allenatore della squadra East All-Star nel 2019.
Il 13 aprile 2019 è stato nominato Allenatore dell'anno 2018-19 dalla National Basketball Coaches Association.
Nel 2021 la squadra allenata da Budenholzer, i Milwaukee Bucks, ha vinto l’anello NBA dopo 50 anni dall’ultima volta. Lascia la panchina della franchigia del Wisconsin nel maggio 2023, dopo essere stato eliminato al primo turno dei playoff dai Miami Heat, nonostante i Bucks fossero la prima testa di serie.
Nel 2024 viene scelto come nuovo Head Coach dei Phoenix Suns, ma viene esonerato il 14 aprile 2024, il giorno dopo il termine della Regular season di Nba, a seguito di un deludente 11° posto nella Western Conference, nonostante un roster composto da all-star di livello come Devin Booker e Kevin Durant.

## Statistiche
| Stagione | Squadra         | Regular Season | Regular Season | Regular Season | Regular Season | Regular Season           | Post Season                                                 |
| Stagione | Squadra         | V              | P              | % V            | G              | Posizione finale         | Post Season                                                 |
| -------- | --------------- | -------------- | -------------- | -------------- | -------------- | ------------------------ | ----------------------------------------------------------- |
| 2013-14  | Atlanta Hawks   | 38             | 44             | 46,3           | 82             | 4º in Southeast Division | Sconfitto al Primo Round dai Pacers (3-4)                   |
| 2014-15  | Atlanta Hawks   | 60             | 22             | 73,2           | 82             | 1º in Southeast Division | Sconfitto alle Finali di Conference dai Cavaliers (0-4)     |
| 2015-16  | Atlanta Hawks   | 48             | 34             | 58,5           | 82             | 2º in Southeast Division | Sconfitto alle Semifinali di Conference dai Cavaliers (0-4) |
| 2016-17  | Atlanta Hawks   | 43             | 39             | 52,4           | 82             | 2º in Southeast Division | Sconfitto al Primo Round dai Wizards (2-4)                  |
| 2017-18  | Atlanta Hawks   | 24             | 58             | 29,3           | 82             | 5º in Southeast Division | Manca i play-off                                            |
| 2018-19  | Milwaukee Bucks | 60             | 22             | 73,2           | 82             | 1º in Central Division   | Sconfitto alle Finali di Conference dai Raptors (2-4)       |
| 2019-20  | Milwaukee Bucks | 56             | 17             | 76,7           | 73             | 1º in Central Division   | Sconfitto alle Semifinali di Conference dai Heat (1-4)      |
| 2020-21  | Milwaukee Bucks | 46             | 26             | 63,9           | 72             | 1º in Central Division   | Campione NBA                                                |
| 2021-22  | Milwaukee Bucks | 51             | 31             | 62,2           | 82             | 1º in Central Division   | Sconfitto alle Semifinali di Conference dai Celtics (3-4)   |
| 2022-23  | Milwaukee Bucks | 58             | 24             | 70,7           | 82             | 1º in Central Division   | Sconfitto al Primo Round dagli Heat (1-4)                   |
| 2024-25  | Phoenix Suns    | 36             | 46             | 43,9           | 82             | 5º in Central Division   | Manca i play-off                                            |
|          | Carriera        | 520            | 363            | 58,9           | 883            |                          |                                                             |

## Palmarès

### Squadra
- Campionato NBA: 1

Milwaukee Bucks: 2021

### Individuale
- Allenatore all'NBA All-Star Game: 2 (2015, 2019)
- NBA Coach of the Year Award: 2

(2015, 2019)